# Bostonska čajanka
Bostonska čajanka je bil bojkot Bostončanov proti davku na čaj, ki je bil uveden brez sodelovanja zastopnikov tedanjih angleških kolonij. 16. decembra 1773 so v Indijance preoblečeni prebivalci mesta na silo zasedli tri ladje angleške Vzhodnoindijske družbe in zmetali v morje tovore čaja (342 zabojev), ki bi ga ladje odpeljale drugam, ker Bostončani niso hoteli plačati carine. Pobiralce davkov so premazali s katranom in povaljali v perju ter jih prisilili, da so pili čaj.
V Združenem kraljestvu so se odzvali s splošnim ogorčenjem nad napadom na lastnino Vzhodnoindijske družbe. London je sklenil zapreti bostonsko pristanišče do povrnitve povzročene škode, v Novo Anglijo pa poslati vojne ladje. Ukrepi Združenega kraljestva proti Bostonu so sprožili splošno ogorčenje v severnoameriških angleških kolonijah.
Bostonska čajanka je bila ena izmed glavnih povodov za pričetek ameriške vojne za neodvisnost.